# Italia rinascimentale
Con l'espressione Italia rinascimentale si indica convenzionalmente l'insieme delle vicende politiche, sociali, economiche e culturali che interessarono la penisola italiana tra XV e XVI secolo, periodo definito col termine Rinascimento.

## Il Quattrocento
Nel corso del Quattrocento, fase di passaggio dall'età medievale all'età moderna, l'Italia era politicamente frammentata in un complesso di Stati diversi. Tale assestamento politico, sancito dalla Pace di Lodi del 1454 e garantito per tutta la seconda metà del secolo dalla personalità autorevole di Lorenzo il Magnifico, fu rimesso in discussione con la discesa in Italia (1494) del re di Francia Carlo VIII, che diede avvio a quel periodo di conflitti ricordati dalla storiografia come Guerre d'Italia.

### Italia settentrionale
L'area settentrionale della penisola era frazionata fra il Ducato di Savoia, il Ducato di Milano, i domini di terraferma della Repubblica di Venezia, la Repubblica di Genova, con annessa la Corsica. A queste maggiori formazioni territoriali si aggiungevano Stati di più piccole dimensioni: il Marchesato di Saluzzo, il Marchesato del Monferrato, il Principato vescovile di Trento, il Marchesato di Mantova, i ducati estensi di Modena e Reggio (feudo imperiale) e di Ferrara (feudo papale).

### Italia centrale
In Italia centrale c'erano le repubbliche di Firenze e di Lucca e di Siena, corrispondenti, insieme al Marchesato di Massa Carrara e ad altre signorie minori, all'attuale Toscana, nonché i domini dello Stato pontificio, costituiti grosso modo dalle attuali Lazio, Umbria, Marche e Romagna. All'interno dello Stato Pontificio, si trovavano entità politiche con un alto grado di indipendenza, come il Ducato di Urbino, quello di Camerino, le signorie di Perugia, Senigallia, Pesaro, Terni, Foligno, Rimini, Bologna, Faenza, Imola, Forlì, Cesena e la Repubblica di Ancona, oltre al già citato Ducato di Ferrara. Completamente indipendente era la Repubblica di San Marino.

### Italia meridionale
Il Mezzogiorno della penisola (odierni Abruzzo, Molise, Campania, Puglia, Basilicata e Calabria) era unificato sotto il Regno di Napoli, mentre Sicilia e Sardegna facevano parte della Corona d'Aragona.

### I conflitti quattrocenteschi
Alla pace di Lodi si pervenne dopo un lungo periodo di guerre che interessò l'intera penisola e fu segnato dai ripetuti tentativi degli Stati più forti di estendere la propria egemonia. Nell'area centro-settentrionale i maggiori contendenti furono il Ducato di Milano e le Repubbliche di Venezia e Firenze, impegnati in una politica di espansione territoriale avviata già nel Trecento col progressivo assoggettamento del contado da parte delle città.
Il Regno di Napoli fu scosso da una lunga crisi dinastica iniziata nel 1435 con la morte dell'ultima regina angioina, Giovanna II, e conclusasi solo nel 1442 con la vittoria di Alfonso V d'Aragona, che ebbe la meglio sul rivale Renato d'Angiò. L'avvento della dinastia aragonese dei Trastámara segnò anche la riunificazione de facto dei regni di Napoli e Sicilia e l'avvio di un periodo di stabilità dinastica destinato a durare fino alla fine del secolo.
Il dominio sui mari fu invece l'obiettivo che contrappose gli interessi delle antiche repubbliche marinare: estromessa Amalfi già nel XII secolo, lo scontro proseguì tra Pisa, Genova e Venezia. Genovesi e pisani combatterono ripetutamente per il controllo del Tirreno e nel 1406 Pisa fu conquistata da Firenze, perdendo definitivamente la propria autonomia politica. Agli inizi del secolo la contesa era dunque ridotta a un duello fra genovesi e veneziani. Resistevano intanto allo strapotere veneziano in Adriatico le due repubbliche marinare di Ancona e di Ragusa. Per tutto il Quattrocento perdurò uno stato di conflittualità tra Genova e Venezia ma non si ebbero battaglie decisive. La potenza di Genova andò affievolendosi nel corso del secolo e Venezia si affermò come padrona dei mari, raggiungendo il culmine della propria ascesa agli inizi del XVI secolo.
Col progressivo declino dell'Impero bizantino, l'altro grande rivale di Venezia - la caduta di Costantinopoli data al 1453 - la Serenissima poté interessarsi a una politica di espansione territoriale sulla terraferma che prese avvio proprio agli inizi del XV secolo. Le iniziative militari veneziane entrarono in conflitto con gli interessi del Ducato di Milano, impegnato a sua volta in una politica espansionistica guidata dalla famiglia Visconti. Nello scontro si inserì anche la Repubblica di Firenze, minacciata dall'aggressività viscontea e alleatasi con i veneziani: scoppiarono così le Guerre di Lombardia. La Serenissima riportò una vittoria decisiva nella battaglia di Maclodio del 1427, assumendo una posizione egemone che allarmò i fiorentini, i quali preferirono rompere l'alleanza e schierarsi dalla parte di Milano. La guerra si protrasse con operazioni di minore portata fino al 1454, quando le due rivali siglarono a Lodi una pace destinata a stabilizzare l'assetto politico della penisola per quarant'anni: Venezia e Milano fissavano sull'Adda il confine fra i rispettivi territori e rinunciavano a ulteriori tentativi di espansione, mantenendo in una condizione di equilibrio la frammentata realtà politica italiana.

### Le compagnie di ventura
Le campagne militari furono dominate dalle cosiddette compagnie di ventura, formazioni di mercenari guidate da condottieri esperti che mettevano le proprie armi al servizio dei regnanti e delle città. Tali compagnie, attive in Italia fin dalla fine del XIII secolo, combattevano sotto le insegne del miglior offerente, che poteva cambiare più volte nel corso di un conflitto, determinando frequenti ribaltamenti di alleanze ed esiti militari imprevisti. I soldati di ventura non avevano legami di fedeltà e obbedienza, né erano animati da sentimenti patriottici o da interessi di difesa delle proprie terre e dei propri beni, ma agivano sulla base di un vincolo contrattuale fondato sul denaro. Per questo motivo tendevano generalmente a evitare di mettere a rischio la propria vita durante i combattimenti e le battaglie finivano spesso col trasformarsi in lunghe operazioni d'assedio o in scontri non risolutivi, più simili a tornei che a vere e proprie guerre.
Il massiccio impiego di compagnie di mercenari fu stigmatizzato da molti politici e trattatisti dell'epoca. Niccolò Machiavelli additò questa pratica come una delle cause dell'inferiorità militare dei principi italiani, i quali di fronte all'arrivo di un esercito organizzato e fedele al proprio sovrano, come quello francese, avevano finito col soccombere contribuendo alla «Ruina d'Italia».

## Il Cinquecento
Il 1494 segna la fine della politica dell'equilibrio e l'inizio di una serie di conflitti tra Francia e Asburgo per il primato nella penisola, noti come guerre d'Italia. La pace di Cateau-Cambrésis del 1559 segna la fine della libertà italiana e l'inizio dell'egemonia asburgica: la Spagna asburgica otterrà Regno di Napoli, Sicilia, Sardegna, e Ducato di Milano; il Sacro Romano Impero, retto dall'Austria asburgica, continuerà ad avere giurisdizione sui feudi Italiani del nord; le realtà indipendenti come Stato Pontificio e Repubblica di Venezia dovranno fare i conti con la presenza di Spagna e Austria nel paese. Questo quadro muterà in parte con le guerre di successione del Settecento, quando l'Austria prenderà il possesso di Milano e insedierà rami cadetti della sua casata negli altri feudi dell'Italia imperiale. Si passerà così, nel quadro della dominazione asburgica, da un primato spagnolo a uno austriaco, cui l'Italia porrà fine solo con il Risorgimento (1848-1871) e le guerre di indipendenza.

### La discesa di Carlo VIII in Italia
La riapertura delle ostilità dopo il quarantennio di pace seguito agli accordi di Lodi scaturì dall'iniziativa del re di Francia Carlo VIII, che discese in Italia alla testa di un esercito di venticinquemila uomini, nobili francesi e mercenari svizzeri con l'obiettivo di riconquistare il Regno di Napoli, sul quale vantava diritti in virtù del legame dinastico con gli Angioini. La conquista del reame napoletano rappresentava per Carlo la premessa indispensabile per estendere il proprio controllo all'intera penisola e per affrontare direttamente la minaccia turca.
La spedizione del re francese incontrò il favore di molti principi italiani, che intendevano approfittare della sua potenza per conseguire obiettivi propri: il duca di Milano Ludovico il Moro ottenne grazie all'appoggio di Carlo VIII la cacciata del re Alfonso II d'Aragona, che insidiava il suo potere; a Firenze gli avversari dei Medici aprirono le porte della città ai francesi costringendo alla fuga Piero il Fatuo e restaurando la repubblica sotto la guida di Savonarola. Anche i cardinali romani ostili ad Alessandro VI Borgia puntavano alla sua deposizione, ma il papa spagnolo scongiurò colpi di mano garantendo al re il passaggio attraverso i territori pontifici e offrendo suo figlio Cesare come guida in cambio del giuramento di fedeltà.
Il 22 febbraio 1495 Carlo VIII entrò a Napoli, sostenuto da buona parte dei baroni del regno che si erano schierati dalla sua parte contro Ferdinando II d'Aragona. Ma la conquista non poté essere consolidata, vista l'avversione che la sua impresa aveva suscitato anche da parte di coloro che inizialmente l'avevano favorita: Milano, Venezia e il papa costituirono una lega antifrancese, alla quale diedero il proprio appoggio anche l'imperatore Massimiliano e la Spagna dei Re Cattolici. Carlo fu costretto a risalire la penisola e a incontrare le truppe della lega a Fornovo sul Taro nel luglio del 1495. Anche se non sconfitto, il sovrano poté riparare in Francia.
Le ostilità ripresero nel 1499 con la discesa in Italia di Luigi XII, successore di Carlo. Il nuovo sovrano conquistò il Ducato di Milano in forza dei diritti ereditati dalla nonna Valentina Visconti e nel 1501 i francesi occuparono Napoli, ma furono sconfitti dai rivali spagnoli nella battaglia sul Garigliano del 1503.
Fra il 1499 e il 1503 si colloca anche la folgorante carriera militare di Cesare Borgia, il figlio del papa Alessandro VI. Con l'appoggio della Francia e grazie a una politica violenta e spregiudicata, il Duca Valentino (così soprannominato in quanto investito del ducato di Valentinois) conquistò un dominio a cavallo fra le Marche e la Romagna che non gli riuscì di consolidare ed espandere a causa della morte del pontefice nell'agosto del 1503: la rovina dei Borgia travolse anche il fragile regno del Valentino, che morì sotto le mura della città di Viana, in Navarra, nel 1507, combattendo a difesa del cognato Giovanni III d'Albret.

### Carlo V e Francesco I

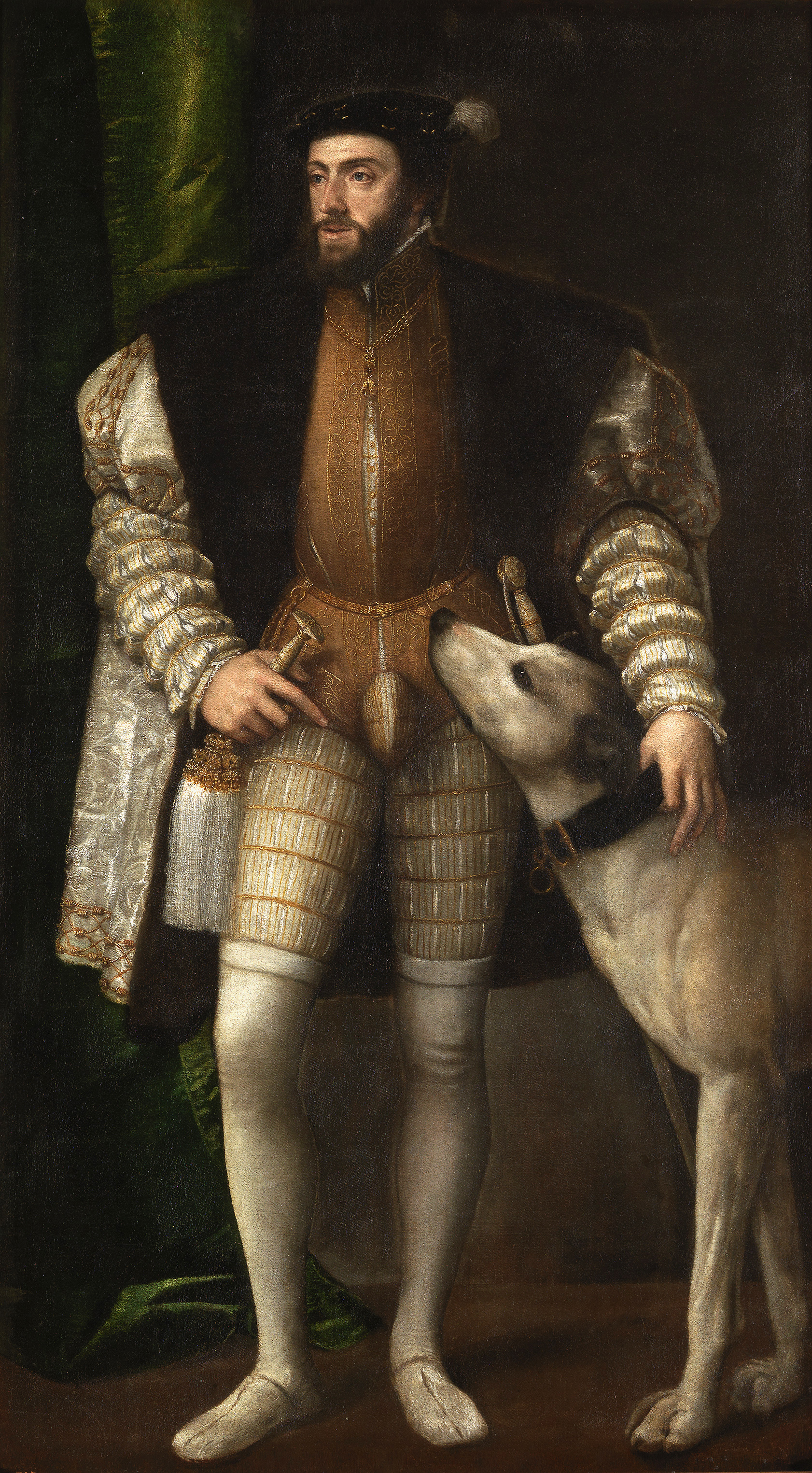
Carlo V in un ritratto di Tiziano

Con la formazione della Lega di Cambrai (1508), voluta da papa Giulio II della Rovere in funzione antiveneziana, i francesi fecero ritorno in Italia, destando le preoccupazioni dei principi della penisola. Il pontefice costituì allora una Lega Santa che nel 1513 costrinse gli ingombranti vicini alla ritirata. Le mire francesi sull'Italia furono ereditate nel 1515 da Francesco I di Valois, che sarà protagonista insieme al rivale Carlo V di una lunga lotta per l'egemonia continentale che avrà in Italia il suo principale teatro. Col trattato di Noyon del 1516 le due grandi contendenti riconoscevano le rispettive conquiste: alla Francia veniva confermato il possesso del Ducato di Milano, alla Spagna quello del Regno di Napoli. Ma l'accordo non bastò a spegnere le rivalità, che esplosero nuovamente nel 1519 con l'elezione a imperatore di Carlo V, già Arciduca d'Austria e re di Spagna. Nel 1521 le armate francesi scesero nuovamente in Italia con l'obiettivo di riconquistare il reame napoletano, ma furono sconfitte nelle battaglie della Bicocca, di Romagnano e di Pavia, durante la quale lo stesso Francesco I fu fatto prigioniero e condotto a Madrid per poi essere rilasciato solo dopo la cessione di Milano agli Imperiali (1525).

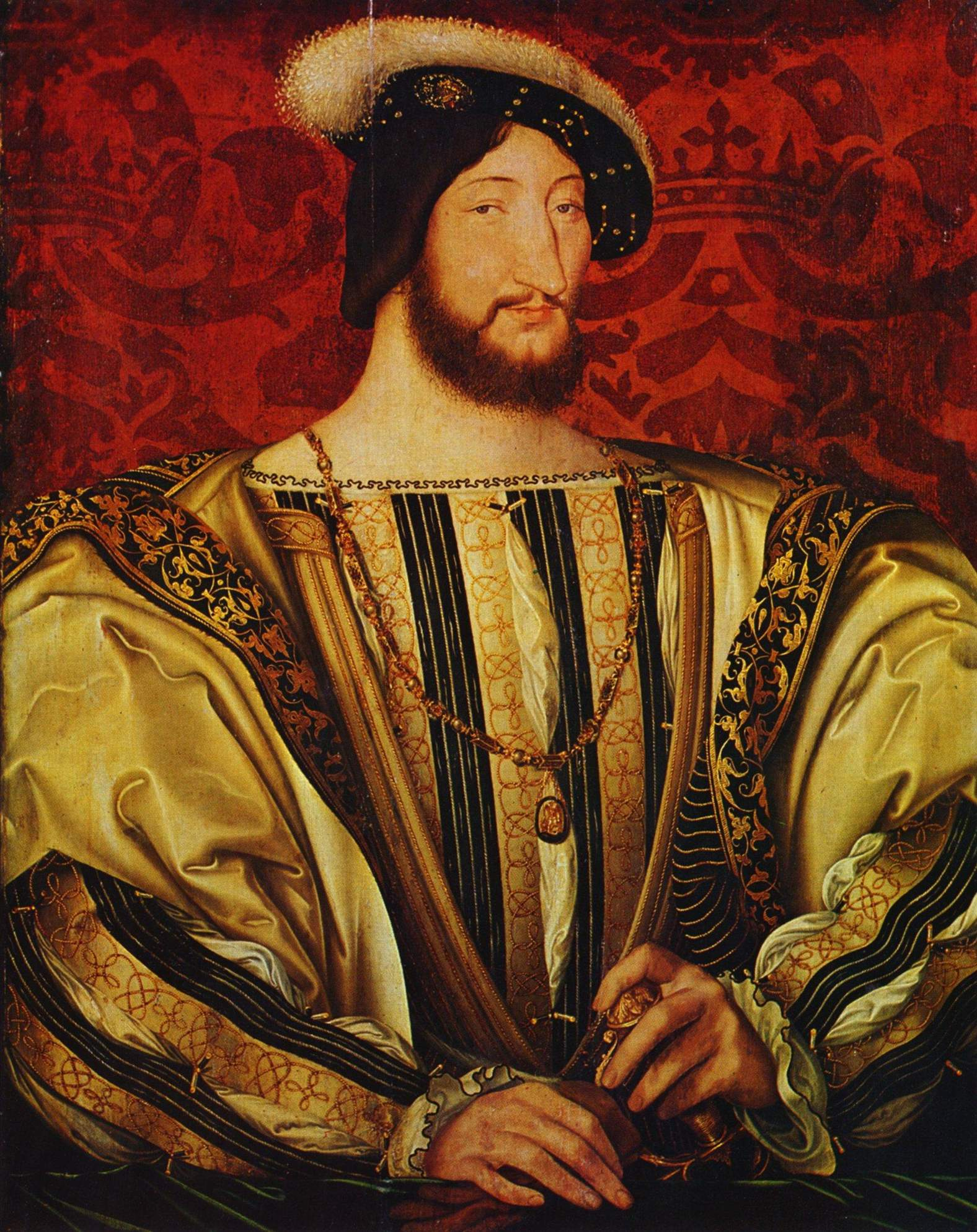
Francesco I di Valois

L'allarme per la crescente potenza degli Asburgo portò alla costituzione della Lega di Cognac, promossa da papa Clemente VII de' Medici e siglata dal sovrano francese insieme alle repubbliche di Venezia e Firenze. Un'alleanza fragile che non fu in grado di evitare il terribile sacco di Roma del maggio 1527, episodio che suscitò orrore e costernazione in tutto il mondo cattolico: i Lanzichenecchi, soldati imperiali di origine prevalentemente tedesca e fede luterana, misero sotto assedio la Città Eterna, che fu espugnata e saccheggiata per giorni. Il papa, asserragliato in Castel Sant'Angelo, fu costretto alla pace con l'imperatore. Il papa Clemente VII, nell'intento di consolidare proprio potere indebolito dopo il sacco di Roma, ottenne però dall'imperatore la restaurazione della propria famiglia, i Medici, a Firenze, dove si era costituita una repubblica (1527-1530); riuscì poi a consolidare ulteriormente il proprio dominio impadronendosi di Perugia e di Ancona. Il 5 agosto 1529 venne stipulata la pace di Cambrai, con la quale la Francia rinunciava alle mire sull'Italia mentre Carlo V vedeva riconosciuto il possesso di Napoli e Milano.
L'equilibrio fu nuovamente infranto nel 1542, con l'inizio di una nuova fase di conflitti franco-spagnoli in territorio italiano. Gli scontri ebbero esiti alterni, sanciti da deboli trattati di pace (come la pace di Crépy del 1544) e continuarono anche dopo la morte di Francesco I e l'ascesa al trono del suo successore Enrico II nel 1547. Ma lo scenario internazionale mutò di colpo nel 1556, quando Carlo V abdicò dopo aver diviso i suoi possedimenti fra il figlio Filippo II e il fratello Ferdinando I. Furono proprio Enrico e Filippo a stipulare nel 1559 la pace di Cateau-Cambrésis, che mise fine definitivamente allo scontro tra Francia e Asburgo per l'egemonia europea. La Spagna consolidò i propri domini in Italia, che tenne fino al 1714, anno della conclusione della guerra di successione spagnola e del loro passaggio all'Austria. La Francia abbandonò le sue mire anche sugli Stati Italiani facenti parte del Sacro Romano Impero. La pace chiuse un sessantennio di guerre continue e sancì quella fine della libertà italiana avviata dalla spedizione di Carlo VIII nel 1494.
Da questo momento si può considerare esaurita la parabola del Rinascimento: l'Italia è quasi interamente soggetta alla potenza asburgica ed è interessata da quel processo di reazione della Chiesa cattolica al luteranesimo che va sotto il nome di Controriforma. Il periodo che seguì la fine delle guerre d'Italia - dalla seconda metà del XVI a tutto il XVII secolo - è stato a lungo etichettato come Età della decadenza, una formula per molti versi semplicistica che è stata fatta oggetto di profonda revisione da molti storici del XX secolo.

## L'Italia e i nuovi mondi
Esploratori Italiani giocarono un ruolo importante durante le scoperte geografiche. Il genovese Cristoforo Colombo, al servizio della Spagna, raggiunse il nuovo mondo nel 1492. Il fiorentino Amerigo Vespucci, al servizio del Portogallo, teorizzò nel 1501 che il Brasile fosse parte di un continente sconosciuto: in suo onore quelle terre furono poi dette Americhe. Anche i re di Inghilterra e Francia si affidarono a Italiani, rispettivamente al veneziano Giovanni Caboto e al fiorentino Giovanni da Verrazzano, per le loro prime navigazioni verso il Nord America. In Oriente, dove erano giunti il Portogallo prima e la Spagna poi, Antonio Pigafetta prese parte alla spedizione di Magellano e i suoi scritti costituiscono la principale fonte di informazioni in merito a quel viaggio. Nell'attività corsara di Francia e Inghilterra nell'Atlantico, gli italiani non giocarono invece un ruolo particolare, preferendo concentrare queste pratiche nel Mediterraneo. Grazie alle imprese di Colombo, Caboto, Verrazzano e Vespucci, l'Italia guadagnò la nomea di "paese di navigatori".
(Amerigo Vespucci nel Mundus Novus indirizzato a Lorenzo il Popolano 'de Medici.)

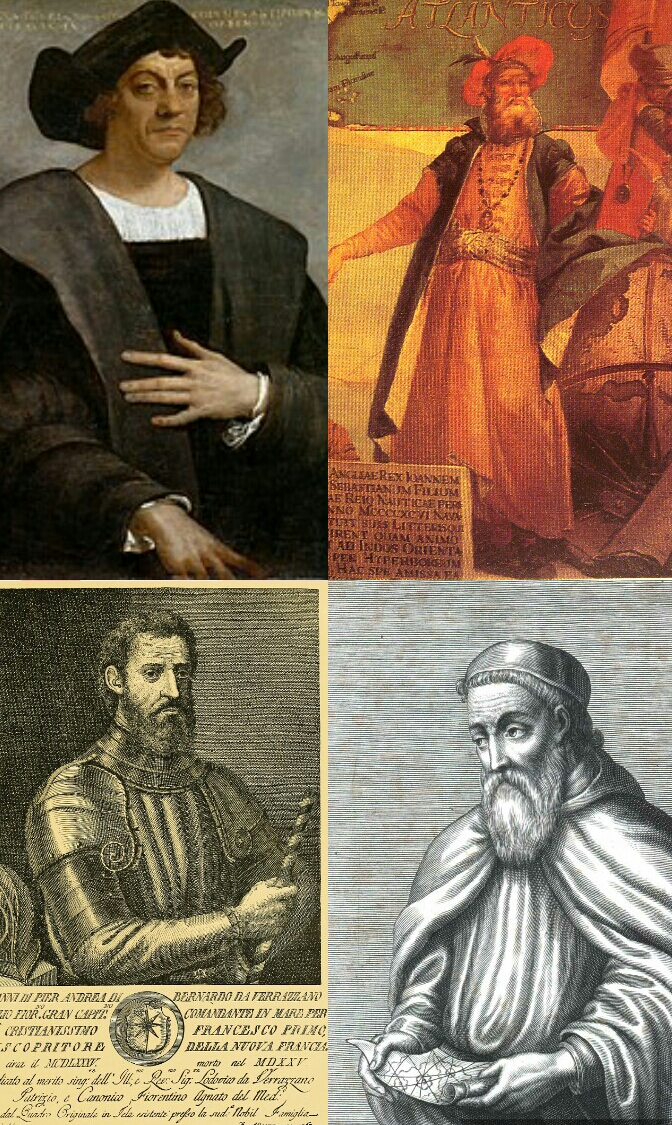
Colombo, Caboto, Verrazzano, e Vespucci

Il Papato manifestò grande interesse nelle terre scoperte, e in particolare nella possibilità di convertire al cattolicesimo i popoli pagani sottomessi da Spagna e Portogallo. A tal fine, papa Giulio II ratificò nel 1506 il Trattato di Tordesillas (1494) che spartiva i nuovi mondi tra Spagna e Portogallo e fece istituire i primi vescovati e diocesi nelle "Indie". Leone X giustificò le successive conquiste di Portogallo e Spagna (1514, bolla Praecelsae Dominus; 1521, bolla Alias Felicis) concedendo il diritto ad assoggettare gli indigeni e teorizzando il dovere di convertirli (in particolare ai francescani fu dato il monopolio dell'evangelizzazione nelle Americhe). Clemente VII continuò su questa strada, gestendo le prime legazioni e missioni religiose nei nuovi mondi, e concesse simili diritti e poteri anche a Francesco I di Francia, il quale si era lamentato del fatto che le monarchie di Spagna e Portogallo si erano spartite il mondo con l'approvazione dei Papi, quasi come se esistesse "una clausola del testamento di Adamo" che avesse dato loro questo diritto.
A mutare la politica dei papi medicei fu Paolo III con la bolla Veritas Ipsa del 1537. In questa bolla il Pontefice condanna le tesi razziste, riconosce ai nativi americani, cristiani e non, la dignità di persona umana, vieta di ridurli in schiavitù e giudica nullo ogni contratto redatto in tal senso. Il Papa, tenendo conto della dottrina teologica e della documentazione a lui pervenuta, volle porre fine alle dispute ed emanò il verdetto: «Indios veros homines esse».
Queste le disposizioni principali assunte dal Pontefice:
(Paolo III, Veritas Ipsa)
Sotto papa Gregorio XIII, il gesuita Matteo Ricci si recò in Cina dove risiedette e operò alla corte dell'Imperatore Wanli. Giunse contemporaneamente nella Roma gregoriana un'ambasciata proveniente dal Giappone e guidata dal gesuita nipponico Itō Mancio. Il 20 dicembre 1585, mediante la costituzione apostolica Romanus pontifex, papa Sisto V stabilì che i vescovi di Asia e America erano tenuti a visitare Roma ogni dieci anni per rendere conto personalmente al papa della loro azione pastorale e ricevere le istruzioni da eseguire poi in diocesi.

## Relazioni con l'Impero ottomano
Costantinopoli, le cui mura Teodosiane, bombardate dai cannoni turchi, furono invano difese da un contingente Italiano al comando di Giovanni Giustiniani Longo, cadde in mano ai turchi ottomani il 29 maggio 1453. Papa Niccolò V indisse quindi la crociata contro il sultano Maometto II, richiamando tutti i sovrani cristiani a difendere l'Europa dal turco, accusato di voler passare in Italia per conquistare Roma e l'occidente, e ordinava una pace generale al fine di compiere l'impresa. Al di fuori della pace di Lodi, concepita anche in ottica difensiva anti-turca, a poco servirono le parole di Niccolò V, e pertanto l'obiettivo di realizzare la chiamata alle armi ricadde sui suoi successori. Papa Pio II, dotto umanista che aveva parlato della caduta di Costantinopoli come di una seconda morte per Omero e anche per Platone, cercò dapprima una soluzione pacifica e compose la celebre lettera al sultano Maometto II. In essa, egli propose al turco di convertirsi e, in cambio, di ricevere dalla Santa Sede il titolo legittimo di imperatore cristiano d'Oriente.
(Lettera di Papa Pio II al Sultano Maometto II.)
Fallita questa prospettiva, Pio II si recò al porto di Ancona, seppur malato, e lì si accingeva a guidare verso oriente una piccola flotta di navi Italiane, quando la morte lo colse durante i preparativi. Incapace di portare avanti un'offensiva, la cristianità continuava a subire l'espansione ottomana. Particolarmente esposta era la Repubblica di Venezia, che, oltre allo Stato da Tera (Tre Venezie), possedeva uno Stato da Mar comprensivo di Cipro, Creta, Albania, Montenegro, e Dalmazia, tutti territori oggetto di mire turche. Ciononostante, Venezia riuscì a mantenere grandi investimenti in Turchia e il permesso di ottenere un ambasciatore a Costantinopoli: segno sia della potenza veneta, sia dell'interesse turco a commerciare con i veneziani, esportatori di vetro, occhiali, orologi, oreficeria, panni di qualità, e importatori di spezie, seta, e carta. Questo aprì a un'epoca di guerre e di commerci, che si sarebbe protratta per tre secoli. Prima tregua turco-veneziana fu il trattato di Costantinopoli (1479), con cui la Serenissima dovette rinunciare a riprendere Negroponte (perduta nel 1470) e ottenne in cambio accesso al commercio con l'Impero ottomano. Strappata buona parte dell'Albania a Venezia (1478), i turchi erano proiettati verso l'Italia. La presa di Otranto nel 1479 generò gran timore tra gli italiani, con la curia romana pronta a evacuare la città eterna, ma un intervento multinazionale richiesto da papa Sisto IV, unito alla morte di Maometto II nel 1481 dopo trent'anni di regno, forzò la ritirata degli ottomani dalla penisola.

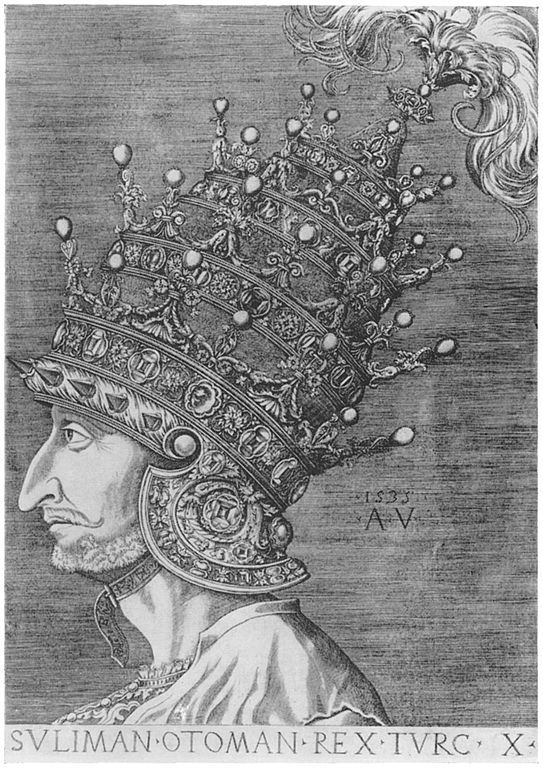
Il sultano Solimano il Magnifico cinto dal celebre elmo con quattro corone, opera dei Veneziani suoi nemici.

Sotto Bayezid II e Selim I, gli ottomani si concentrarono sul Medio-Oriente, conquistando Egitto e Siria. Ma il sultano Solimano (1520-1566), detto il magnifico dai Veneziani, virò la politica turca nuovamente verso il Mediterraneo e l'Europa. Sottomise Belgrado (1521), il Dodecaneso (1522), Tunisia e Algeria (1532), il sud dell'Ungheria (1526), e giunse quasi a prendere Vienna (1529) e Malta (1565), feudo di Sicilia che papa Clemente VII aveva assegnato ai cavalieri di Rodi per compensarli della perdita dell'isola. A poco servirono i tentativi delle potenze cristiane di spingere la Persia sciita, sconfitta in tre campagne da Solimano, ad attaccare il fronte orientale turco. L'Italia subiva indirettamente gli effetti di tale espansione. I corsari berberi Aruj Barbarossa e Dragut, comandanti della flotta turco-ottomana, infestavano le coste italiane, e ritornava il terrore dei tempi di Maometto II.
Frate: "Se voi non fate orazione, si"
Donna: "Dio ci aiuti con queste diavolerie! Io ho una gran paura di quello impalare."»
(Passo della Mandragola di Niccolò Machiavelli)

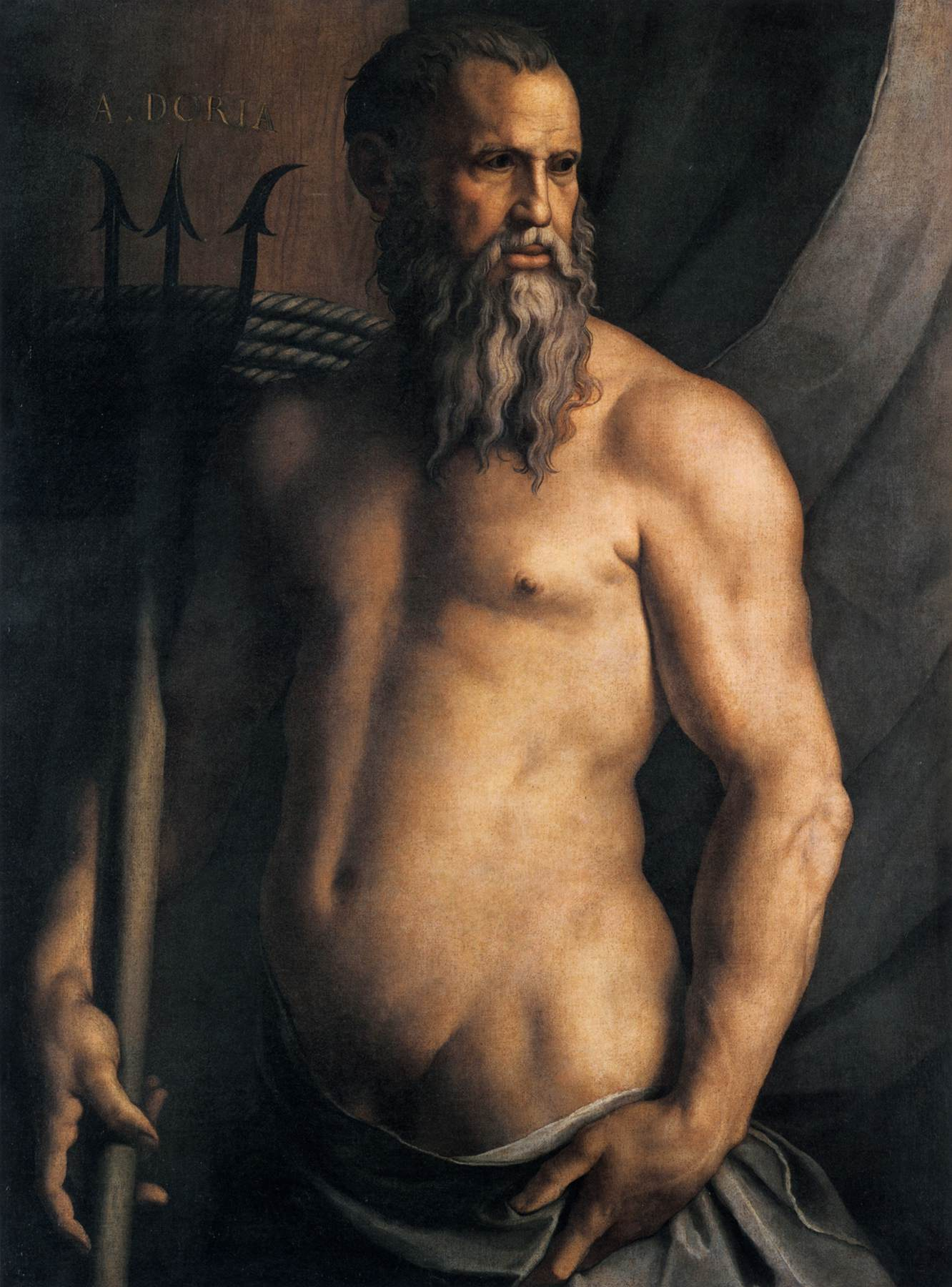
Il principe corsaro Andrea Doria, qui rappresentato dal Bronzino nelle vesti del Dio Nettuno, fu uno dei più grandi ammiragli del Rinascimento e protagonista di un'intensa rivalità con i pirati Barbarossa e Dragut, sfociata in numerosi scontri e tentativi reciproci di cattura

Se nell'area mitteleuropea l'avanzata ottomana sembrava inarrestabile, con gli austriaci e i commissari pontifici costretti a cedere anche l'Ungheria centrale nel 1541, pure complicata era la situazione in mare. Spina nel fianco di Solimano nel contesto mediterraneo fu il condottiero genovese Andrea Doria, ammiraglio al servizio di Francesco I di Francia, di Carlo V d'Asburgo, e di papa Paolo III. Doria prese Corone e Patras (1532), assediò Tunisi (1535) e la pose sotto Carlo V, ma perse a Preveza (1538), e fallì nel tentativo di catturare Algieri (1541). Ultima sua impresa, di successo, fu la difesa della Corsica genovese dall'invasione turca tra 1551 e 1559. E tuttavia l'equilibrio mediterraneo tendeva a favore di Solimano; fu ancora una volta la morte del Sultano a far respirare per qualche anno il Papato e l'Italia.
Nel 1570, i turchi si impossessarono di Tunisia e Cipro, strappando la prima agli spagnoli e la seconda ai veneziani. Particolarmente cruenta fu la conquista di Cipro. Per dissuadere ogni resistenza il comandante ottomano fece recapitare la testa tagliata del governatore di Nicosia Niccolò Dandolo al comandante veneziano Marcantonio Bragadin che rifiutò la resa. Durante l'assedio di Famagosta 6 000 veneziani resisterono contro 100 000 turchi (che dopo due mesi di insuccessi divennero 250 000) armati di 150 navi e 1 500 cannoni per ben dieci mesi. Alla fine, data la sproporzione numerica, il comandante ottomano Lala Kara Mustafa Pascià riuscì a prendere prigioniero Marcantonio Bragadin al quale, nonostante le condizioni pattuite per la resa, vennero inflitte le più feroci torture.
Papa Pio V formò quindi la Lega Santa, composta dagli Stati italiani (compresa Genova, la Toscana, Venezia, e Parma) assieme alla Spagna, e costituita da una flotta di 204 galee, di cui più della metà veneziane, il cui comando era affidato al tedesco Giovanni d'Austria. Il 7 ottobre 1571 nel mare Egeo tale flotta multinazionale si scontrò con quella ottomana nella battaglia di Lepanto, il più grande scontro navale del Rinascimento, con la conseguente vittoria cattolica. Per celebrare il successo, Pio V istituì la festa della Madonna del Rosario il 7 di ottobre. Tuttavia Cipro e Tunisia rimasero saldamente in mani turche; veneziani e spagnoli avevano vinto la battaglia, ma perso la guerra. Ciononostante, in Italia e nel mondo, cadeva per sempre il mito dell'invincibilità turca e finiva la loro inarrestabile espansione sui mari (per la fine dell'espansione terrestre, bisognerà attendere la battaglia di Vienna del 1683).

## Le condizioni economiche e sociali

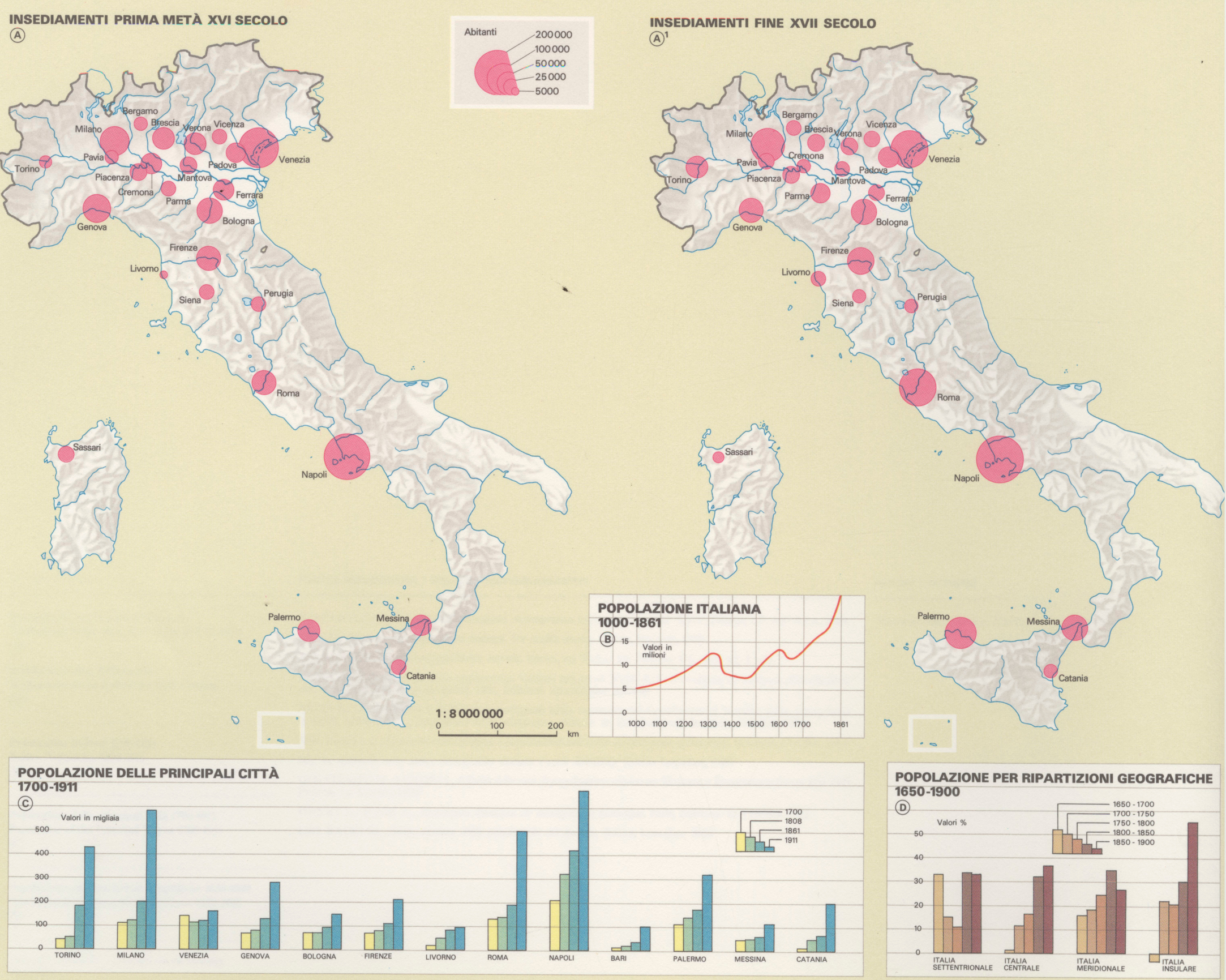
Situazione delle città italiane nel XVI e XVII secolo.

Durante l'epoca rinascimentale emergono già in maniera evidente i differenti livelli di sviluppo economico raggiunti dalle diverse parti della Penisola. Il Nord conobbe una fase di prosperità che lo inserì fra le regioni più ricche d'Europa. Le Crociate avevano consentito di costruire legami commerciali duraturi con l'Asia e in particolar modo la quarta crociata aveva permesso a veneziani e genovesi di estromettere i rivali bizantini dai traffici nel Mediterraneo orientale. Le principali rotte commerciali passavano infatti attraverso i territori bizantini e arabi e avevano come snodo proprio Venezia, Genova e Pisa. Prodotti di lusso acquistati nel Levante, come spezie, coloranti e sete, venivano importati in Italia e da qui rivenduti in tutto il continente, mentre le merci provenienti dall'Europa continentale quali lana, frumento e metalli preziosi raggiungevano la penisola attraverso le fiere della Champagne. I traffici lungo l'asse dall'Egitto al Baltico fruttavano ai mercanti italiani ingenti guadagni, che venivano reinvestiti nel settore agricolo e nell'estrazione mineraria.
In questo modo le regioni settentrionali dell'Italia, che non vantavano risorse superiori a quelle di altre aree europee, raggiunsero elevati livelli di sviluppo grazie all'impulso dato dai commerci. Firenze in particolare si affermò come uno dei centri più prosperi grazie soprattutto alla produzione di panni di lana, gestita dall'Arte della Lana, una delle più importanti corporazioni cittadine. La materia prima era importata dal Nord Europa (nel XVI secolo dalla Spagna) mentre i coloranti importati dall'Est erano utilizzati per la fabbricazione di tessuti di alta qualità.
Il Sud invece, nonostante l'unità territoriale realizzata fin dal XII secolo, non era venuta a formandosi una borghesia dinamica ma perduravano le antiche strutture feudali fondate sul privilegio e una tendenza alla concentrazione fondiaria nelle mani di un forte ceto baronale. Inoltre le attività commerciali e finanziarie erano gestite quasi interamente da banchieri stranieri, soprattutto fiorentini e catalani, che concedevano prestiti alla Corona e realizzavano profitti destinati a essere reinvestiti altrove.
L'età rinascimentale fu inoltre interessata da un processo di costante incremento della popolazione seguito al crollo demografico del Trecento, dovuto al flagello della peste bubbonica. L'aumento si verificò in maniera piuttosto generalizzata in tutta Europa e vide l'Italia settentrionale al secondo posto per densità abitativa (40 abitanti per km²) dopo i Paesi Bassi. Nel 1550, nella fase conclusiva del periodo rinascimentale, la città più popolosa d'Italia era Napoli, con circa 210 000 abitanti, seguita da Venezia (160 000), Milano e Palermo (entrambe 70 000).
Nel settore economico dell'Italia rinascimentale assunse invece una certa rilevanza il settore della produzione dei tessuti di seta: tra l'altro nel 1465 veniva istituito a Napoli da Ferrante d'Aragona il Consolato dell'Arte della Seta. La corporazione ebbe sede in Napoli, nella chiesa dei SS. Filippo e Giacomo. Il tribunale era composto da tre consoli eletti ogni anno i quali nominavano un assessore, un coadiutore fiscale, un avvocato dei poveri e un procuratore. Il consolato decideva le questioni riguardanti l'esercizio del mestiere e le controversie che insorgevano tra i membri dell'Arte.
Il sovrano aragonese cercò di attirare a Napoli i più abili artigiani da Venezia, Genova e Firenze con esenzioni doganali per le materie prime e macchinari e concedendo loro diritti di cittadinanza e privilegi giurisdizionali. Anche se si tramandava delle origini arabe della produzione della seta alla fine dell'XI secolo a Catanzaro:
risulta accertato che le stesse strutture adottate a Napoli si misero in atto con successo nella città calabrese il 30 marzo 1519 per volontà dell'imperatore Carlo V d'Asburgo.
E ancora ricordiamo lo sviluppo nell'età del Rinascimento del settore postale: fu infatti Francesco I de Tassis a fondare le moderne poste d'Europa.
Inoltre, nel campo della linguistica, venne istituita a Firenze nel 1583 l'Accademia della Crusca, per lo studio e la diffusione della lingua italiana e, nel 1593, per elevare il lavoro degli artisti fu istituita l'Accademia nazionale di San Luca.